# Pierre Kneip
Pour les articles homonymes, voir Kneipp.
Pierre Kneip est né le 14 décembre 1944 à Paris, où il est mort du sida le 2 décembre 1995. Après avoir collaboré à l’association AIDES, il fonde en novembre 1990 l’association Sida Info Service.
De mars 1990 à la cessation de parution de Gai Pied Hebdo, il tient en alternance avec Frank Arnal, sous le pseudonyme de Pierre Epkin, une rubrique Les années sida  racontées par ceux qui vivent la maladie au quotidien. Journal à plusieurs voix. Le 25 novembre 1993, il est nommé Chevalier de l’Ordre National du Mérite. En 1994, Pierre Kneip participe à la construction du projet Sidaction et il est nommé par le Premier Ministre membre du Conseil national du sida. Il repose dans le cimetière de Mayet (72360- Sarthe Pays de Loire).
Fondateur de l'association Sida Info Service, Pierre Kneip en a été le directeur de 1990 à 1995, date de sa disparition.
En 1985, peu de temps après avoir appris sa séropositivité, il rejoint l'association AIDES. Pour lui, « la meilleure façon de ne pas être isolé est de monter en première ligne et d'être impliqué, au plus près des sources d'informations, de tout ce qui peut aider à comprendre et à vivre ». Très vite, il devient écoutant à la permanence téléphonique de AIDES, volontariat qu'il assure durant trois années avant d'en devenir le responsable bénévole.
En mars 1990, il est l'un des organisateurs des « Etats généraux - Vivre le sida ». Cet événement constitue la première prise de parole publique d'individus touchés par le VIH/sida. De mars 1990 à la cessation de parution de Gai Pied Hebdo, il tient en alternance avec  Franck Arnal, un journal à plusieurs voix intitulé Les années sida. En novembre 1990, il fonde Sida Info Service.
Au printemps 1994, Pierre Kneip est l’un des artisans de la construction du projet Sidaction. En mai 1994, il est nommé par le Premier Ministre membre du Conseil national du sida où la qualité de sa réflexion éthique est un apport inestimable.
Il est nommé le 1er décembre 1993, au grade de Chevalier de l'Ordre national du Mérite.
Pierre Kneip est décédé du sida, à l'âge de cinquante ans, le 2 décembre 1995.